# Крижна Гора (Шкофя Лока)
Крижна Гора (словен. Križna Gora) — поселення в общині Шкофя Лока, Горенський регіон, Словенія. Висота над рівнем моря: 680,7 м.